# Kellie Delka
Kellie Delka (Bedford, 25 december 1987) is een Amerikaans skeletonster die uitkomt voor Puerto Rico.

## Carrière
Delka deed in haar jeugd aan atletiek waar ze een polsstokspringer was en was een cheerleader, ze werd door Johnny Quinn geïntroduceerd in het skeleton. Delka kwam oorspronkelijk uit voor de Verenigde Staten maar veranderde in 2018 en stapte over naar Puerto Rico. Delka maakte haar wereldbekerdebuut in het seizoen 2019/20 waar ze 25e werd in het eindklassement. Na afwezigheid in 2020/21 nam ze in het seizoen 2021/22 opnieuw deel in de wereldbeker met opnieuw een 25e plaats als eindresultaat.
Ze maakte in 2019 haar debuut op het wereldkampioenschap waar ze een negentiende plaats behaalde. In 2022 nam ze deel aan de Olympische Winterspelen waar ze een 24e plaats behaalde. Ze droeg samen met William C. Flaherty de vlag bij de openingsceremonie.
Ze behaalde in 2011 een bachelor in Kinesiologie aan de University of North Texas.

## Resultaten

### Olympische Spelen
| Jaar | Plaats | Resultaat |
| ---- | ------ | --------- |
| 2022 | Peking | 24e       |

### Wereldkampioenschappen
| Jaar | Plaats       | Resultaat       |
| ---- | ------------ | --------------- |
| 2019 | Whistler     | 19e individueel |
| 2023 | Sankt Moritz | 19e Individueel |

### Wereldbeker
Eindklasseringen
| Seizoen   | Rang |
| --------- | ---- |
| 2019/2020 | 25e  |
| 2020/2021 | -    |
| 2021/2022 | 25e  |
| 2022/2023 | 21e  |
| 2023/2024 | 24e  |
| 2024/2025 | 33e  |